# Reinhard W. Hoffmann
Pour les articles homonymes, voir Hoffmann.
Reinhard W. Hoffmann (né le 18 juillet 1933 à Wurtzbourg) est un chimiste allemand.

## Biographie
Il étudie le chimie à l'université de Bonn. En 1958, il obtient un doctorat sous la direction de Burckhardt Helferich. Après deux ans de recherche postdoctorale à l'université d'État de Pennsylvanie, il continue encore un an auprès de Georg Wittig à l'université de Heidelberg. En 1964, il devient privat-docent à l'université technique de Darmstadt. En 1970, il est professeur de chimie organique à l'université de Marbourg.
Hoffmann étudie le développement de nouvelles méthodes pour la liaison stéréosélective de liaisons carbone-carbone, notamment les applications de synthèse de produits naturels et des liens stéréosélectives de composés organométalliques.